# 塔斯卡卢萨
塔斯卡卢萨（英語：Tuscaloosa）位于美国亚拉巴马州西部，是塔斯卡卢萨县的县治所在，面积172.8平方公里。其中文名称有多种译法，大陆译为“塔斯卡卢萨”，台译“图卢沙”。
阿拉巴马大学位于该市。2011年4月27日遭受龍捲風襲擊，龙卷风路径经过的城區被夷為平地。

## 参見
- 塔斯卡盧薩都會區